# Anostomidae

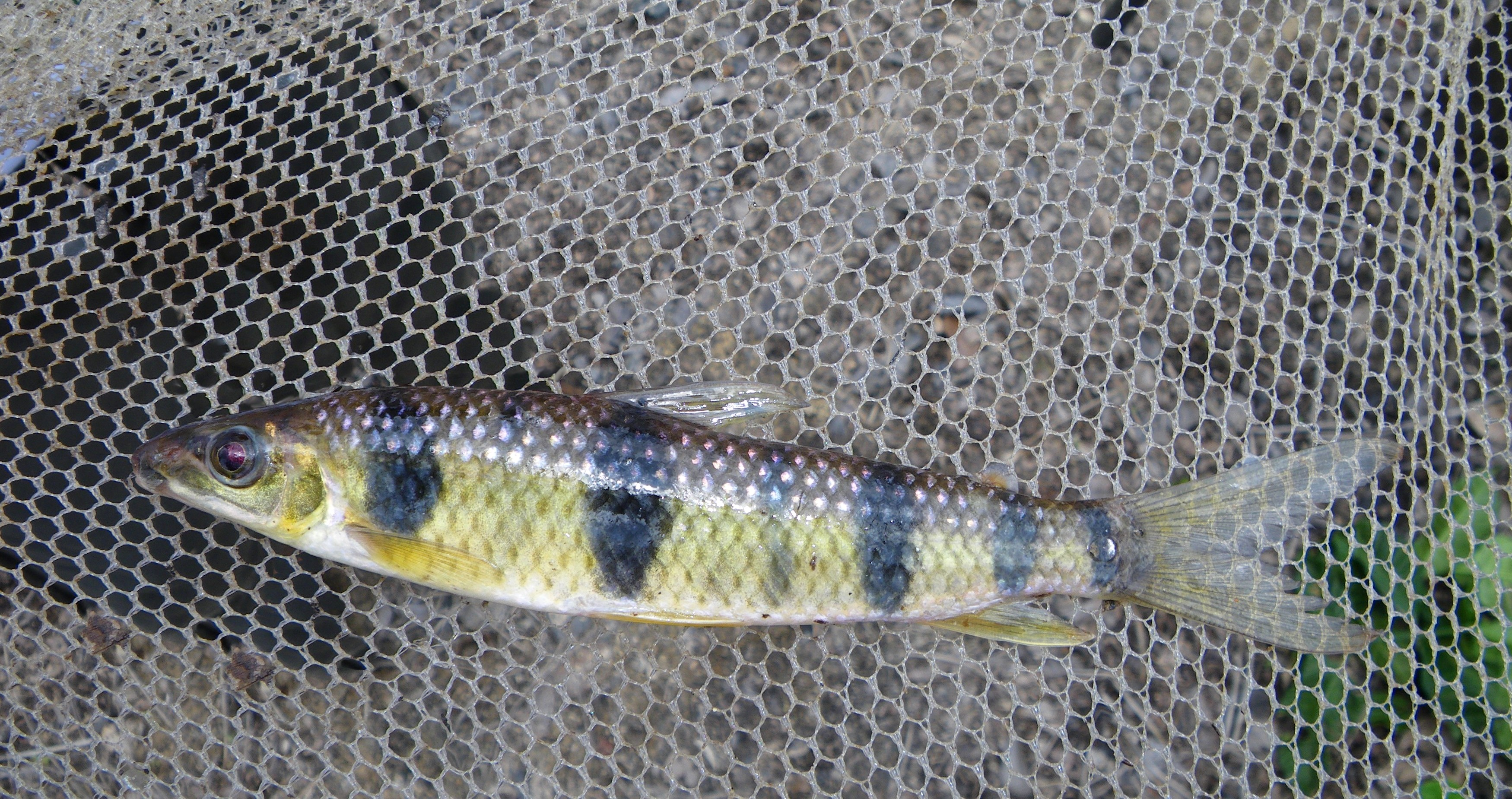
Leporinus maculatus

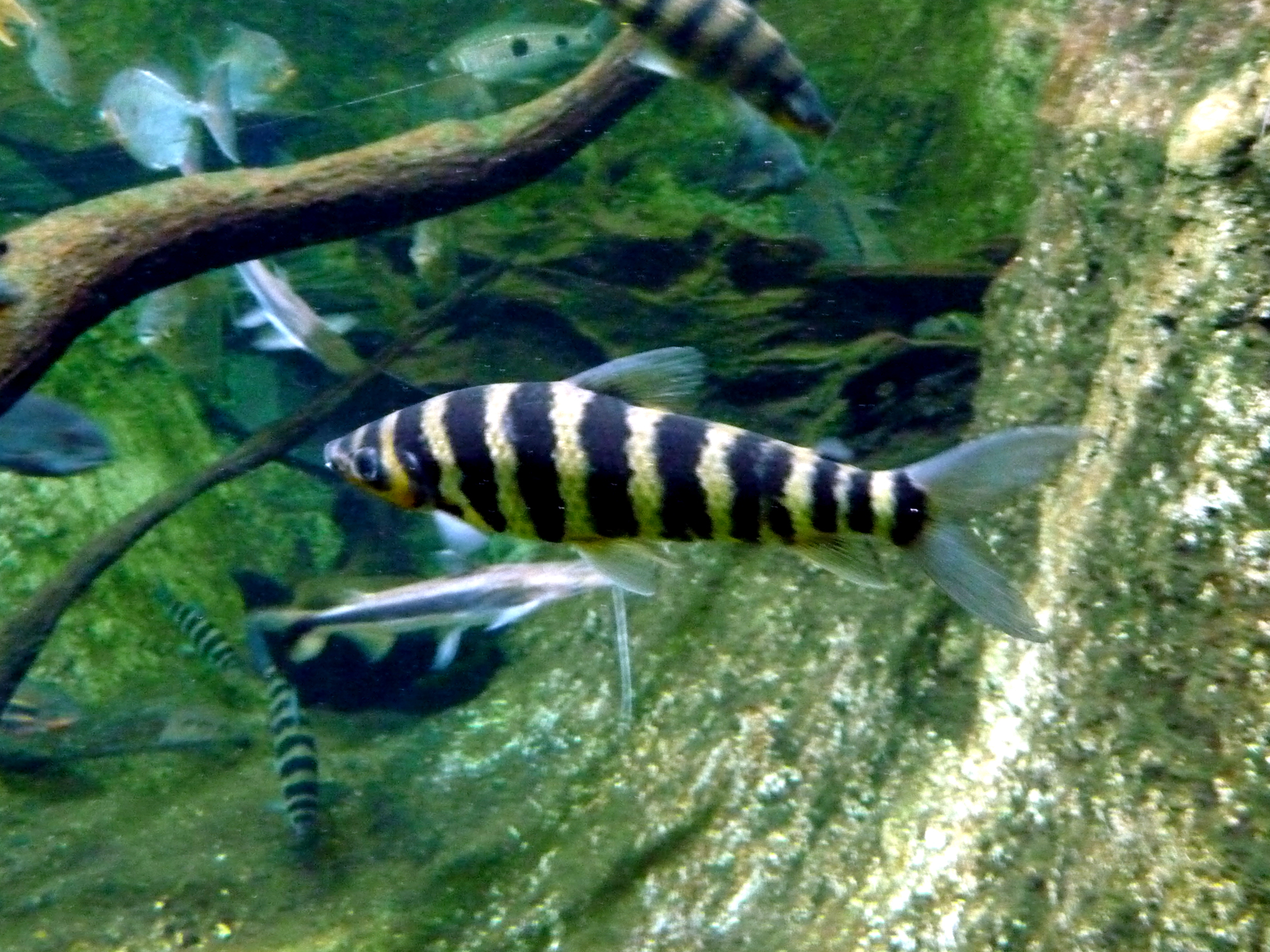
Leporinus fasciatus

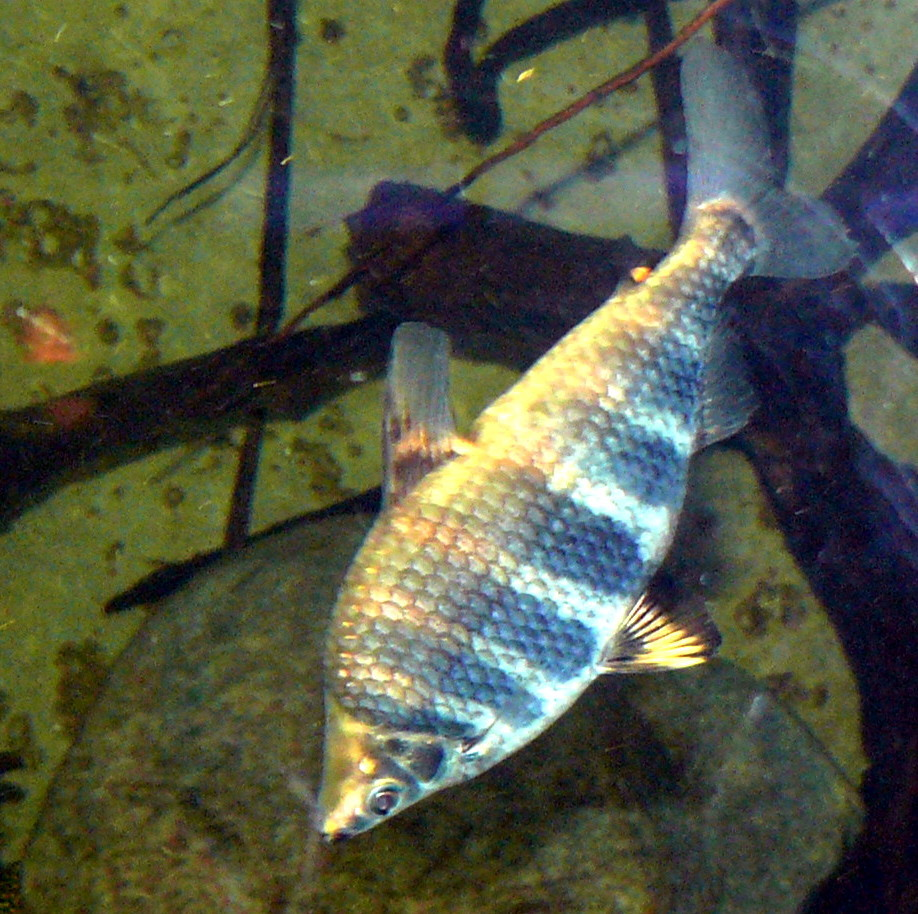
Abramites hypselonotus

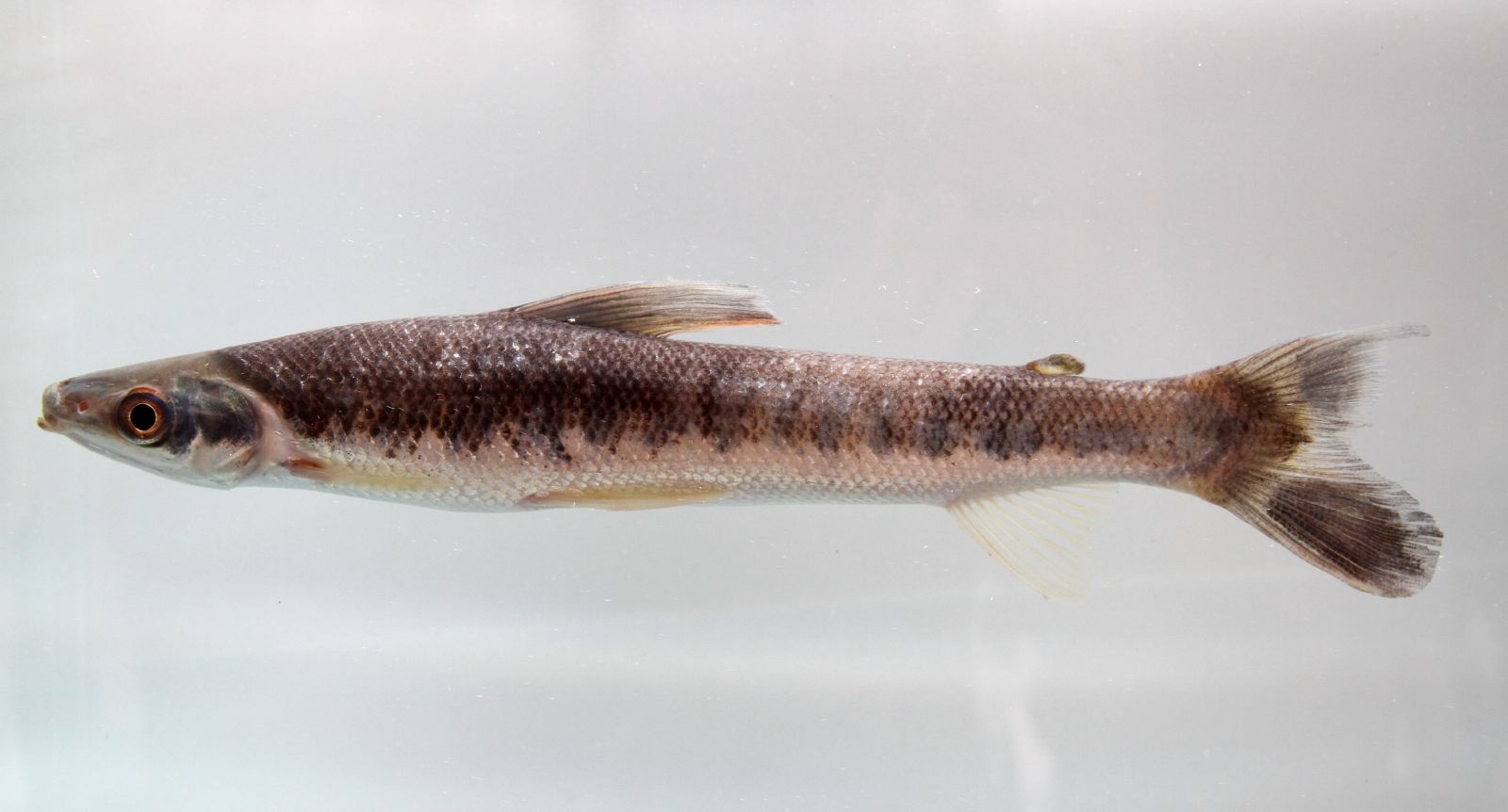
Rhytiodus argenteofuscus

Gli Anostomidae sono una famiglia di pesci ossei d'acqua dolce appartenenti all'ordine Characiformes endemica dell'America meridionale.

## Distribuzione e habitat
Questa famiglia è endemica delle regioni tropicali e subtropicali dell'America meridionale. Risultano quasi assenti solamente dalla parte del continente a ovest della Cordigliera delle Ande e dalla parte più meridionale di Cile e Argentina.

## Descrizione
Questi pesci hanno un aspetto che va da molto affusolato ad alto. La maggior parte sono fusiformi e piuttosto slanciati. La bocca è piccola, in posizione superiore o terminale e le mascelle hanno uguale lunghezza. La pinna dorsale è breve ed è sempre seguita da una pinna adiposa. La pinna caudale è forcuta.
La colorazione è molto varia ma è in quasi tutte le specie caratterizzata da fasce, strisce, macchie scure su fondo più chiaro. In certe specie come Leporinus fasciatus la livrea può essere molto vivace.
Sono Characiformes tra i più grandi, alcune specie possono superare i 60 cm di lunghezza.

## Biologia
Molte specie hanno l'abitudine di nuotare in posizione obliqua, con la testa rivolta in basso.

### Alimentazione
Sono prevalentemente erbivori o detritivori.

## Pesca
Alcune specie hanno importanza locale per la pesca.

## Acquariofilia
Gli Anostomus sono comuni ospiti degli acquari. I grossi Leporinus vengono ospitati solo negli acquari pubblici.

## Specie
- Genere Abramites
  - Abramites eques
  - Abramites hypselonotus
- Genere Anostomoides
  - Anostomoides atrianalis
  - Anostomoides laticeps
- Genere Anostomus
  - Anostomus anostomus
  - Anostomus brevior
  - Anostomus intermedius
  - Anostomus longus
  - Anostomus plicatus
  - Anostomus spiloclistron
  - Anostomus ternetzi
  - Anostomus ucayalensis
- Genere Gnathodolus
  - Gnathodolus bidens
- Genere Laemolyta
  - Laemolyta fasciata
  - Laemolyta fernandezi
  - Laemolyta garmani
  - Laemolyta macra
  - Laemolyta nitens
  - Laemolyta orinocensis
  - Laemolyta petiti
  - Laemolyta proxima
  - Laemolyta taeniata
  - Laemolyta varia
- Genere Leporellus
  - Leporellus pictus
  - Leporellus retropinnis
  - Leporellus vittatus
- Genere Leporinus
  - Leporinus acutidens
  - Leporinus affinis
  - Leporinus agassizii
  - Leporinus aguapeiensis
  - Leporinus alternus
  - Leporinus amae
  - Leporinus amblyrhynchus
  - Leporinus arcus
  - Leporinus aripuanaensis
  - Leporinus badueli
  - Leporinus bahiensis
  - Leporinus bimaculatus
  - Leporinus bistriatus
  - Leporinus bleheri
  - Leporinus boehlkei
  - Leporinus brunneus
  - Leporinus conirostris
  - Leporinus copelandii
  - Leporinus crassilabris
  - Leporinus cylindriformis
  - Leporinus desmotes
  - Leporinus despaxi
  - Leporinus ecuadorensis
  - Leporinus elongatus
  - Leporinus falcipinnis
  - Leporinus fasciatus
  - Leporinus friderici
  - Leporinus garmani
  - Leporinus gomesi
  - Leporinus gossei
  - Leporinus granti
  - Leporinus holostictus
  - Leporinus jamesi
  - Leporinus jatuncochi
  - Leporinus julii
  - Leporinus klausewitzi
  - Leporinus lacustris
  - Leporinus latofasciatus
  - Leporinus lebaili
  - Leporinus leschenaulti
  - Leporinus macrocephalus
  - Leporinus maculatus
  - Leporinus marcgravii
  - Leporinus megalepis
  - Leporinus melanopleura
  - Leporinus melanostictus
  - Leporinus microphthalmus
  - Leporinus moralesi
  - Leporinus mormyrops
  - Leporinus multifasciatus
  - Leporinus muyscorum
  - Leporinus nattereri
  - Leporinus niceforoi
  - Leporinus nigrotaeniatus
  - Leporinus nijsseni
  - Leporinus obtusidens
  - Leporinus octofasciatus
  - Leporinus octomaculatus
  - Leporinus ortomaculatus
  - Leporinus pachycheilus
  - Leporinus pachyurus
  - Leporinus parae
  - Leporinus paralternus
  - Leporinus paranensis
  - Leporinus pearsoni
  - Leporinus pellegrinii
  - Leporinus piau
  - Leporinus pitingai
  - Leporinus punctatus
  - Leporinus reinhardti
  - Leporinus reticulatus
  - Leporinus sexstriatus
  - Leporinus silvestrii
  - Leporinus spilopleura
  - Leporinus steindachneri
  - Leporinus steyermarki
  - Leporinus striatus
  - Leporinus subniger
  - Leporinus taeniatus
  - Leporinus taeniofasciatus
  - Leporinus thayeri
  - Leporinus tigrinus
  - Leporinus trifasciatus
  - Leporinus trimaculatus
  - Leporinus uatumaensis
  - Leporinus wolfei
  - Leporinus yophorus
- Genere Pseudanos
  - Pseudanos gracilis
  - Pseudanos irinae
  - Pseudanos trimaculatus
  - Pseudanos winterbottomi
- Genere Rhytiodus
  - Rhytiodus argenteofuscus
  - Rhytiodus elongatus
  - Rhytiodus lauzannei
  - Rhytiodus microlepis
- Genere Sartor
  - Sartor elongatus
  - Sartor respectus
  - Sartor tucuruiense
- Genere Schizodon
  - Schizodon altoparanae
  - Schizodon australis
  - Schizodon borellii
  - Schizodon corti
  - Schizodon dissimilis
  - Schizodon fasciatus
  - Schizodon intermedius
  - Schizodon isognathus
  - Schizodon jacuiensis
  - Schizodon knerii
  - Schizodon nasutus
  - Schizodon platae
  - Schizodon rostratus
  - Schizodon vittatus
- Genere Synaptolaemus
  - Synaptolaemus cingulatus